# Marilena Scharff
Marilena Scharff (* 11. November 1992) ist eine deutsche Leichtathletin, die sich auf Kurz- und Langsprints sowie Staffelläufe spezialisiert hat.

## Berufsweg
Marilena Scharff besuchte das Carl-Duisberg-Gymnasium. Sie studiert Wirtschaftswissenschaft auf Bachelor an der Bergischen Universität Wuppertal. Auf Grund ihres Studiums entschied sie sich vom LT DSHS Köln nach Dortmund zu wechseln.

## Sportliche Laufbahn
2010 qualifizierte sich Marilena Scharff für die deutschen Meisterschaften der Jugend und der Junioren.
2011 hatte sie ihre bis dahin größten Erfolge. Sie wurde Deutsche Jugendhallenmeisterin mit der 4-mal-200-Meter-Staffel, Deutsche Mannschaftsmeisterin und mit der 4-mal-100-Meter-Staffel Deutsche U20-Meisterin als auch Deutsche U23-Meisterin und belegte mit ihr bei den Deutschen Meisterschaften den 4. Platz.
2012 kam Scharf bei den Deutschen Meisterschaften mit der 4-mal-100-Meter-Staffel wieder auf den 4. Platz und wurde erneut Deutsche Mannschaftsmeisterin.
2015 gab Scharff nach zweijähriger Wettkampfpause mit einem 6. Platz über die 200 Meter in Münster ihr Comeback bei den Deutschen Hochschulmeisterschaften und verpasste die verpasste die Qualifikation für die Deutschen Meisterschaften nur um 1/10. Da sie nicht so gut starten kann, läuft sie Staffeln und wandte sich den 400 Metern zu. Bei den Deutschen Meisterschaften belegte sie mit der 4-mal-400-Meter-Staffel den 8. Platz.
2016 kam Scharff bei den Deutschen Meisterschaften mit der 4-mal-400-Meter-Staffel auf den 4. Platz
2017 stellte Scharff zwei neue persönliche Bestleistungen bei den Deutschen Hallenhochschulmeisterschaften in Frankfurt-Kalbach von 7,75 s über  Meter und 25,00 s über 200 Meter auf. Bei den Deutschen Hallenmeisterschaften in Leipzig kamen zwei weitere persönliche Bestzeiten hinzu, über 400 Meter und mit der 4-mal-200-Meter-Staffel, mit der sie auch Deutsche Hallenmeisterin wurde.

## Vereinszugehörigkeit
Seit 2015 startet Marilena Scharff für die LG Olympia Dortmund (Stammverein: TSC Eintracht Dortmund). Zuvor war sie seit 2011 beim LT DSHS Köln, zu dem sie vom Wuppertaler Sportverein (WSV) kam.

## Auszeichnungen
2016 Ehrung der Bergischen Universität Wuppertal für ihr sportliches Engagement und ihre Leistungen im Studium.

## Bestleistungen
(Stand: 5. März 2017)

Halle
- 60 m: 7,75 s (Frankfurt-Kalbach, 1. Februar 2017)
- 200 m: 25,00 s (Frankfurt-Kalbach, 1. Februar 2017)
- 400 m: 55,75 s (Leipzig, 18. Februar 2017)
- 4 × 200 m: 1:35,41 min (Leipzig 19. Februar 2017)

Freiluft
- 100 m: 11,96 s (+ 1,9 m/s) (Ninove, 23. Juli 2016)
- 200 m: 24,23 s (+ 0,1 m/s) (Kamen, 1. Juli 2015)
- 400 m: 55,52 s (Oordegem, 4. Juni 2016)
- 4 × 100 m: 44,27 s (Kassel, 18. Juni 2016)
- 4 × 400 m: 3:45,96 min (Nürnberg, 26. Juli 2015)

## Erfolge
national
- 2009: Teilnahme Deutsche U18-Meisterschaften (200 m und 4 × 100 m)
- 2010: Teilnahme Deutsche Jugendhallenmeisterschaften (200 m)
- 2010: Teilnahme Deutsche U18-Meisterschaften (200 m)
- 2010: Teilnahme Deutsche U23-Meisterschaften (200 m)
- 2011: Deutsche Jugendhallenmeisterin (4 × 200 m)
- 2011: Deutsche Mannschaftsmeisterin
- 2011: Deutsche U23-Meisterin (4 × 100 m)
- 2011: 4. Platz Deutsche Meisterschaften (4 × 100 m)
- 2011: Deutsche U20-Meisterin (4 × 100 m)
- 2012: Deutsche Hallenmeisterin (4 × 200 m)
- 2012: Deutsche Mannschaftsmeisterin
- 2012: 4. Platz Deutsche Meisterschaften (4 × 100 m)
- 2015: 6. Platz Deutsche Hochschulmeisterschaften (200 m)
- 2015: 8. Platz Deutsche Meisterschaften (4 × 400 m)
- 2016: 3. Platz Deutsche Hochschulmeisterschaften (400 m)
- 2016: 4. Platz Deutsche Meisterschaften (4 × 400 m)
- 2017: 5. Platz Deutsche Hallenhochschulmeisterschaften (200 m)
- 2017: Deutsche Hallenmeisterin (4 × 200 m)